# Yann Sommer
Pour les articles homonymes, voir Sommer.
Yann Sommer, né le 17 décembre 1988 à Morges en Suisse, est un footballeur international suisse qui évolue au poste de gardien de but à l'Inter Milan.
Avec l'équipe de Suisse, il participe à la Coupe du monde 2014 au Brésil, à l'Euro 2016 en France, à la Coupe du monde 2018 en Russie, à l'Euro 2020, à la Coupe du monde 2022 au Qatar et à l'Euro 2024 en Allemagne, avant de prendre sa retraite internationale en août de la même année.

## Biographie

### Enfance et formation
Né le 17 décembre 1988 à Morges, dans le canton de Vaud, en Suisse, Yann Sommer déménage très tôt d'Aclens à Küsnacht avec ses parents. Il commence le football au FC Herrliberg à l’âge de quatre ans dans une équipe formée de joueurs pas encore scolarisés,. Il est le seul de l’équipe à accepter de jouer au poste de gardien, suivant les traces de son père et de son oncle. En 1997, son père est engagé comme directeur éditorial à la Basler Zeitung et déménage avec sa famille dans la région bâloise. Sur les conseils de Marco Bernet, alors directeur sportif au FC Zurich, Yann Sommer s’inscrit au FC Concordia Bâle, avant de rejoindre les rangs du FC Bâle à 14 ans.

### Carrière en club

#### Début professionnel
Son parcours professionnel débute au FC Bâle après avoir évolué plusieurs années dans les équipes de jeunes. Titulaire en équipe réserve, il est le troisième choix pour l'équipe première, barré par Franco Costanzo et Louis Crayton, il s’entraîne souvent en tant que défenseur droit. Son entraîneur dans l’équipe réserve, Heinz Hermann, l’aligne aussi régulièrement à l’entraînement comme joueur de champ.
En 2007, sa situation au FC Bâle n’évoluant pas, il suit Heinz Hermann au FC Vaduz, club liechtensteinois qui évolue alors en deuxième division suisse. Ce club lui offre la garantie d'être le titulaire indiscutable dans les buts de l'équipe et d'engranger de l'expérience durant deux saisons. Il remporte avec le pensionnaire Rheinpark le championnat de Challenge League et fête la promotion en première division. En 2009, il est rappelé à Bâle pour pallier la blessure du titulaire Costanzo.
Lors de la saison 2009-2010, Sommer est prêté au Grasshopper Club Zurich. Le jeune gardien se révèle alors comme un joueur important pour son équipe.

#### Révélation au FC Bâle

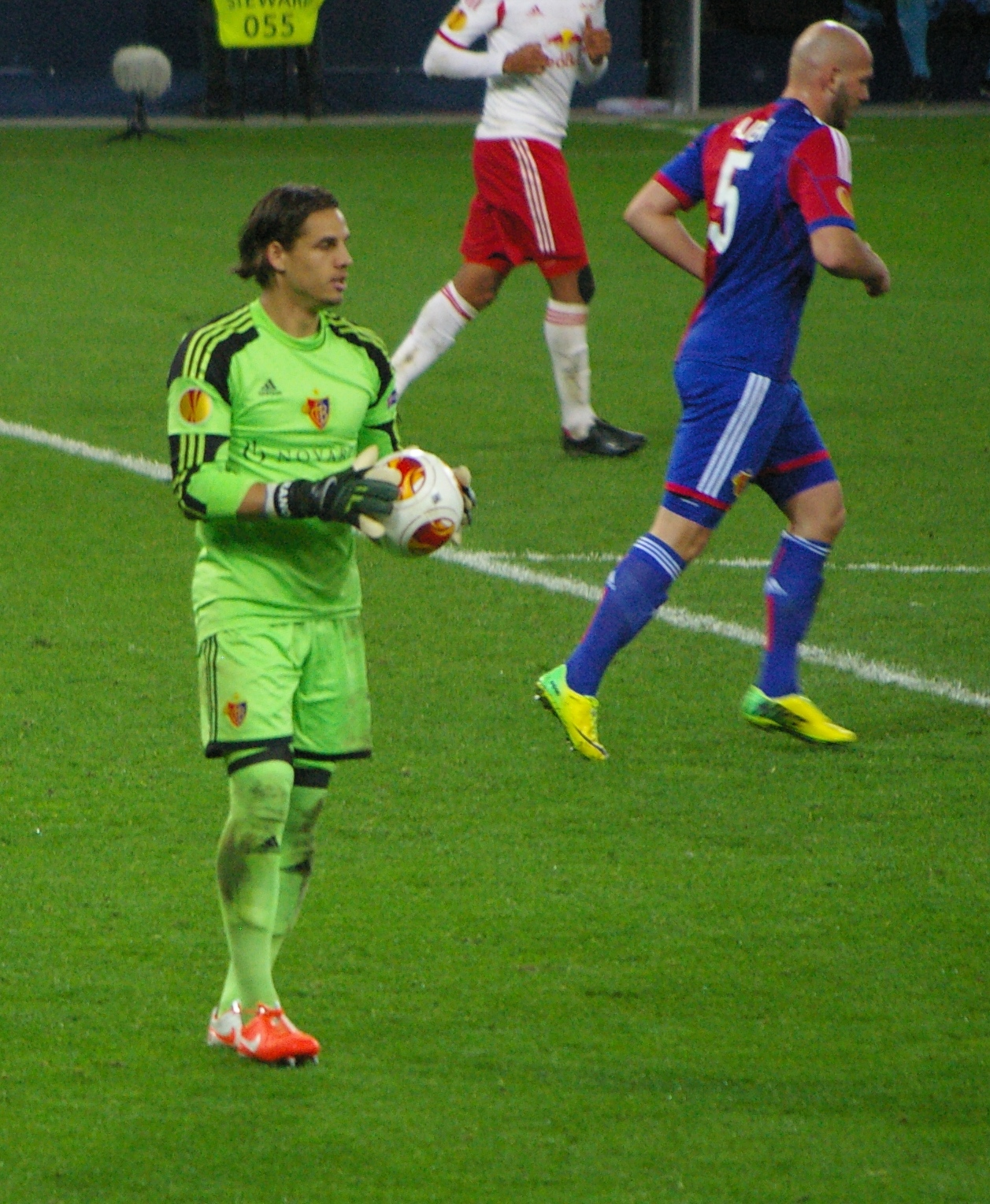
Yann Sommer avec le FC Bâle en Ligue Europa contre le FC Salzburg le 20 mars 2014.

Impressionnant dans les cages des Sauterelles, son club formateur le garde la saison suivante comme doublure de Franco Costanzo. Il revient donc à Bâle pour la saison 2010-2011, comme numéro 2 et prolonge son contrat avec le club rhénan jusqu'en 2015. Lors de la saison 2011-2012, le FC Bâle ne prolonge pas le contrat de Costanzo et montre ainsi toute sa confiance en Sommer. Il commence la saison en tant que titulaire et justifie la confiance donnée par le club bâlois.
En décembre 2011, le club bâlois réussit l'exploit de se qualifier pour les huitièmes de finale de la ligue des champions tout en éliminant Manchester United lors de la 6e journée des phases de poules. Yann Sommer âgé de 23 ans contribue grandement au succès de son équipe en Ligue des champions. Le gardien suisse est l'auteur de plusieurs arrêts décisifs face au Bayern Munich lors du match aller des huitièmes de finale de la Ligue des champions et permet à son équipe d'engranger la victoire (score final : 1-0). Les propos de Heiko Vogel (en), entraîneur du FC Bâle, au sujet de la prestation de son gardien : « La performance de notre gardien Yann Sommer ? La classe mondiale, tout simplement. Il n'y [sic] pas d'autre mot. » Le club suisse est éliminé des huitièmes de la Ligue des champions par le Bayern Munich malgré une victoire du club bâlois au match aller mais le club allemand s'impose sur une nette victoire.

#### Borussia Mönchengladbach

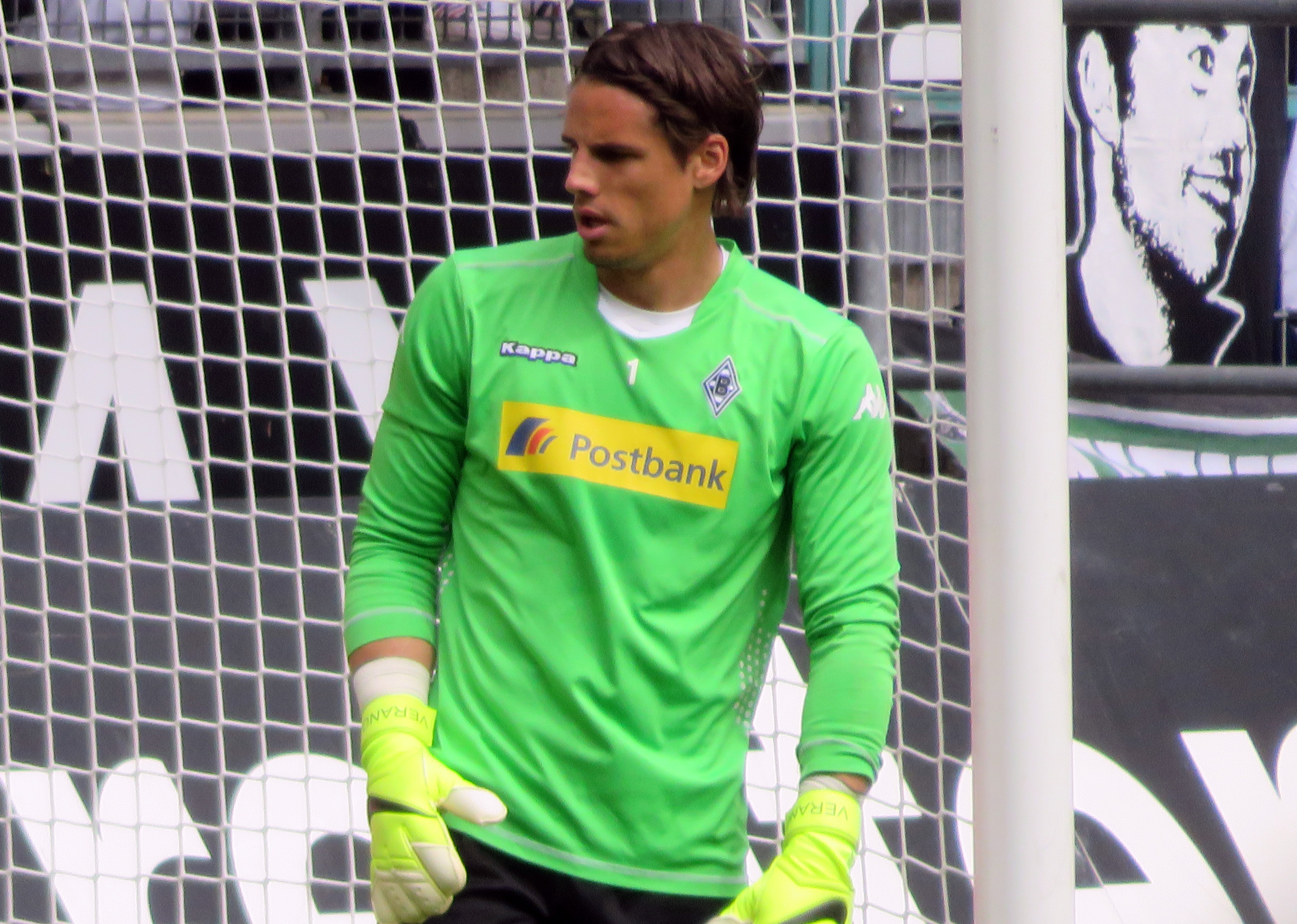
Yann Sommer avec le Borussia Mönchengladbach en 2015.

En mars 2014, la presse suisse annonce le transfert du gardien titulaire du FC Bâle pour la fin de la saison. Le joueur suisse s'est décidé en faveur du club allemand du Borussia Mönchengladbach, le montant du transfert n'est pas connu mais il est estimé à plus de 10 millions d'euros .
Sommer commence la saison sous les ordres de Lucien Favre en tant que gardien numéro 1.
Le 29 novembre 2019, Sommer prolonge son contrat avec le Borussia, étant désormais lié au club jusqu'en juin 2023.

#### Bayern Munich
Le 19 janvier 2023, Yann Sommer s'engage en faveur du Bayern Munich en paraphant un contrat de deux ans jusqu'en 2025, afin de compenser la longue indisponibilité de Manuel Neuer.
Il joue son premier match pour le Bayern le 20 janvier 2023, lors d'une rencontre de Bundesliga face au RB Leipzig. Il est titularisé et les deux équipes se neutralisent (1-1 score final).

#### Inter Milan

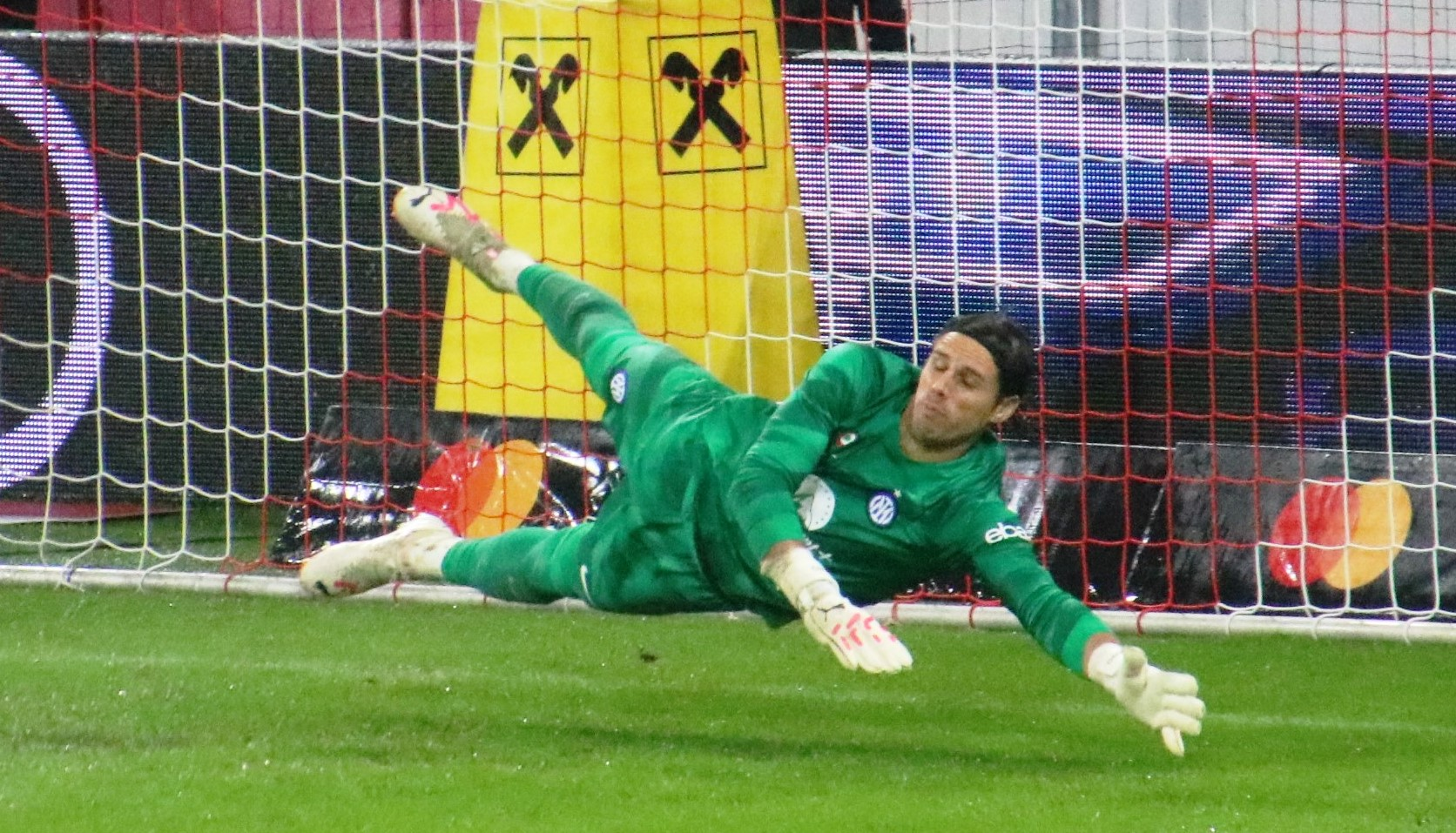
Yann Sommer avec l'Inter Milan en 2023.

Le 7 août 2023, Yann Sommer s'engage en faveur de l'Inter Milan en paraphant un contrat de trois ans jusqu'en 2026,. Le montant du transfert est estimé à 6,75 millions d'euros. Pour sa première saison dans le club italien, il remporte la Supercoupe d'Italie puis le championnat. Il préserve 17 clean sheets sur ses 31 premières rencontres de Serie A et devient le premier joueur suisse à remporter en carrière les titres de champions d'Allemagne et d'Italie.
Il parvient à atteindre la finale 2024 de la Supercoupe d'Italie mais l'équipe perd 3-2 lors du derby contre l'AC Milan.
Le 6 mai 2025, il est désigné par l'UEFA homme du match de la demi-finale retour de Ligue des champions après avoir réalisé 7 arrêts sur cette rencontre contre le FC Barcelone et évité 1,44 expected goals. Il est déterminant dans la double confrontation face au club catalan, réalisant 14 arrêts sur les deux matchs, soit la deuxième meilleure performance mesurée dans l'histoire des demi-finales de Ligue des champions derrière les 16 arrêts de Jan Oblak en 2015-2016.

### Carrière internationale

#### Avec les équipes de jeunes suisses
Il a joué dans les sélections suisses juniors suivantes : U-16, U-17, U-19.
Avec les moins de 17 ans, Sommer participe notamment au championnat d'Europe des moins de 17 ans en 2005. Lors de ce tournoi organisé en Italie il est le gardien titulaire de la sélection et joue les trois matchs de son équipe, qui est éliminée dès la phase de groupe avec un bilan d'une victoire, un nul et une défaite.

#### Avec les espoirs suisses
Sommer est le gardien numéro un de l’équipe de Suisse des moins de 21 ans et son capitaine. Pierluigi Tami sélectionne logiquement son capitaine pour participer à l'Euro M21 avec la sélection espoir au Danemark. Pierluigi Tami tient des propos élogieux à l'égard de son joueur : « Avoir Yann Sommer dans son but, c'est comme porter un manteau chaud en plein cœur de l'hiver. On est très bien protégé ! ». Très belle métaphore qui explique la confiance que dégage le joueur au reste de l'effectif.
Leader du groupe à la suite de son âge et de son expérience tout comme Fabian Lustenberger, le capitaine amène son équipe en finale de l'Euro face à l'Espagne espoir et permet ainsi à son équipe de décrocher une place aux Jeux olympiques de Londres. À noter que les espoirs suisses atteignent la finale de l'Euro sans avoir encaissé de buts, cela grâce à son gardien-capitaine et au travail défensif de toute l'équipe.
Sommer fait partie de l'équipe type du Championnat d'Europe de football espoirs 2011 aux côtés de deux gardiens de la compétition : David de Gea et Tomáš Vaclík.
Martin Brunner, entraîneur des gardiens de l'équipe de Suisse M21, ne manque pas de saluer les prestations de son joueur : « sa force n'est pas uniquement liée à ses qualités sportives. C'est un gars qui garde les pieds sur terre. Je dois dire qu'il a vraiment un bon caractère. C'est un des leaders de cette équipe. Il n'est pas le capitaine par hasard, il arrive de par son charisme à créer un bon team spirit ».

#### Avec l'équipe nationale A

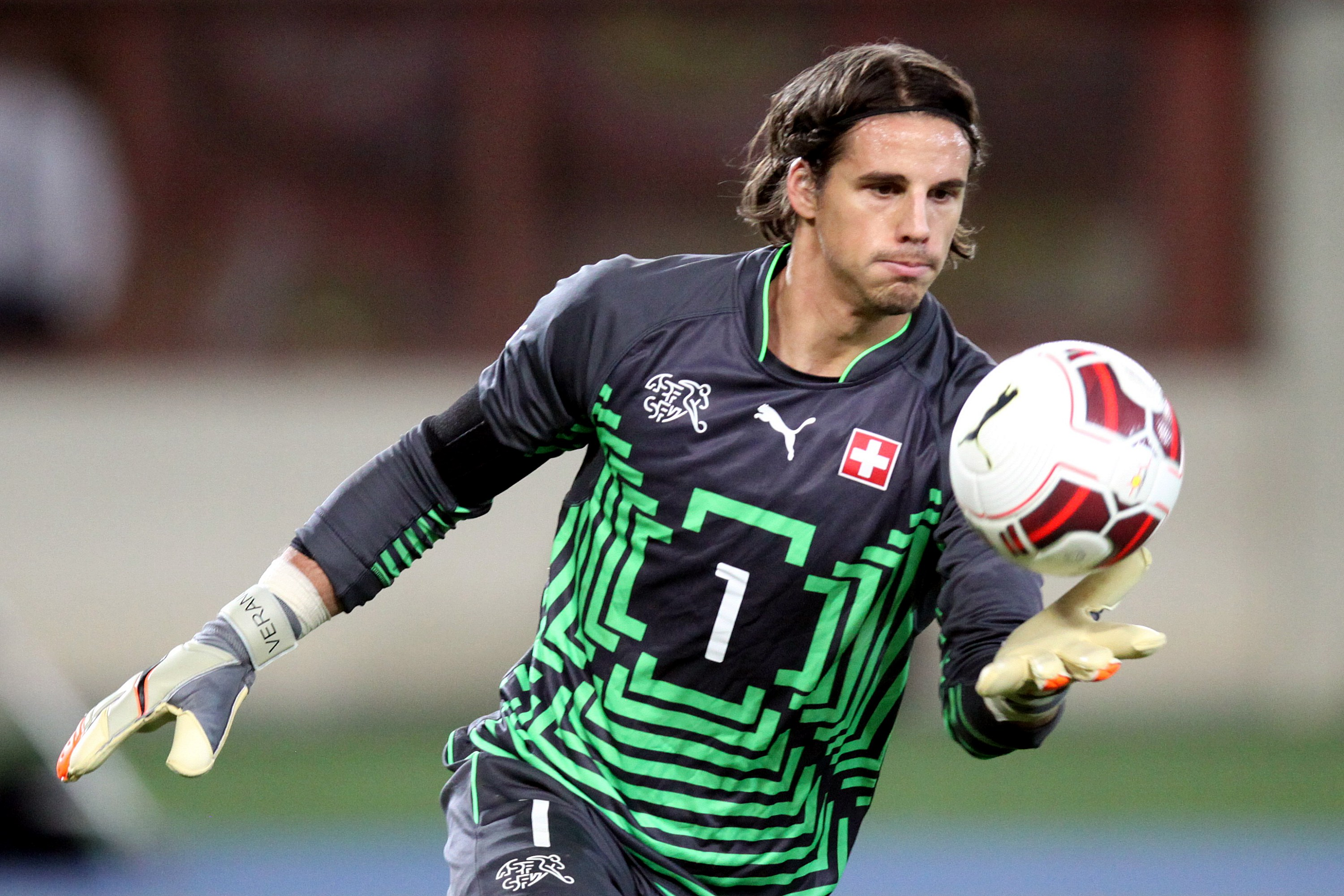
Yann Sommer avec la sélection suisse en 2015.

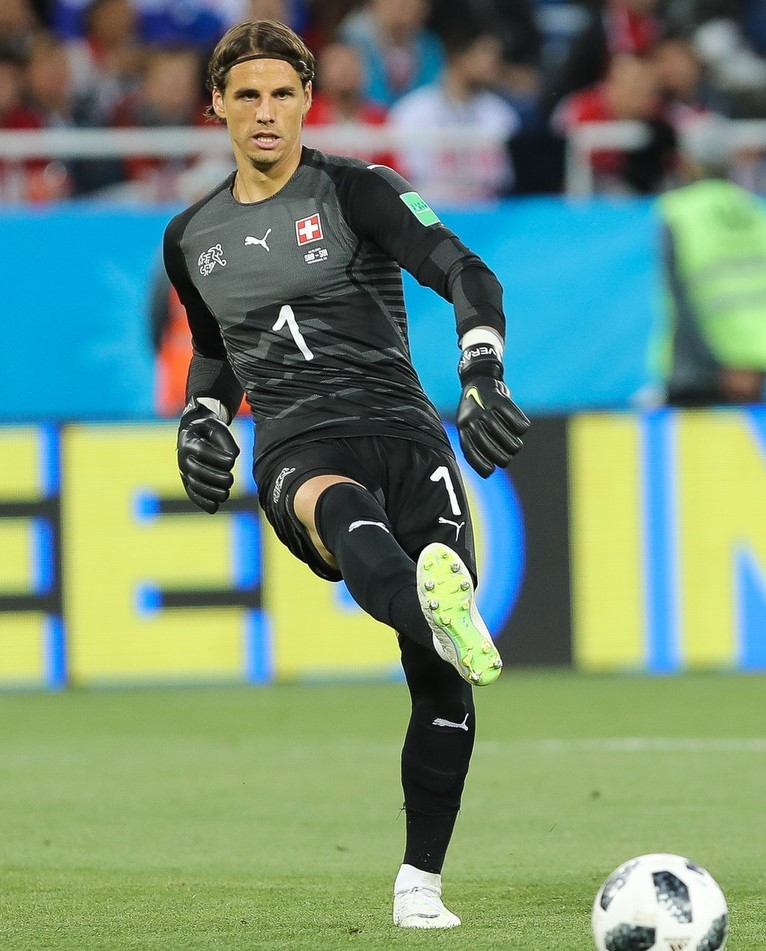
Yann Sommer avec la sélection suisse en 2018.

Yann Sommer est appelé pour la première fois par Ottmar Hitzfeld en août 2011, en remplacement de Johnny Leoni blessé. Sommer joue son premier match avec la sélection lors d'une rencontre amicale contre la Roumanie le 30 mai 2012. Les Suisses s'inclinent sur le score de un but à zéro ce jour-là.
Deux ans plus tard, il fait partie des 23 joueurs qui sont sélectionnés pour la Coupe du monde 2014 au Brésil. La Nati sera éliminée par l'Argentine future finaliste de l'édition en huitièmes de finales. À la suite de la retraite du gardien titulaire de l'équipe de Suisse Diego Benaglio en août 2014, Sommer est nommé comme gardien numéro 1 par le nouveau sélectionneur national Vladimir Petković,.
Il est de nouveau convoqué pour disputer l'Euro 2016 en France, cette fois-ci dans la peau de titulaire. Il y jouera la totalité des matchs mais les Suisses seront éliminés par la Pologne en huitièmes de finale.
Yann Sommer est retenu par le sélectionneur Vladimir Petković dans la liste des 23 joueurs pour participer à la Coupe du monde 2018, qui se déroule en Russie. Il est le portier titulaire la sélection lors de ce tournoi et la Suisse se hisse jusqu'en huitièmes de finale, où elle est battue par la Suède (1-0).
Il s'impose comme un titulaire indéboulonnable dans les buts de la Nati au fil des années.
Le 14 novembre 2020, lors d'un match opposant la Suisse à l'Espagne, Sommer repousse notamment deux pénaltys de Sergio Ramos, permettant ainsi à la Suisse de décrocher un match nul (1-1).
Il est retenu par le sélectionneur de la Suisse, Vladimir Petković, dans la liste des 26 joueurs suisses afin de participer à l'Euro 2020. Le 28 juin 2021, lors de cette compétition, il qualifie sa sélection en quarts de finale de la compétition aux tirs au but en arrêtant un tir de Kylian Mbappé. La Suisse élimine par la même occasion l'équipe de France — alors championne du monde en titre et finaliste de l'édition 2016 de la même compétition — du tournoi. Enfin, il s'agit pour la Suisse de sa première qualification en quarts de finale d'une compétition majeure depuis 1954.
Le 9 novembre 2022, il est sélectionné par Murat Yakın pour participer à la Coupe du monde 2022 au Qatar.
En juin 2024, il figure dans la liste de 26 joueurs appelés par Murat Yakın pour l'Euro 2024.
Le 15 août 2024, il est annoncé que Gregor Kobel devient le nouveau numéro un de l'équipe de Suisse, l'avenir de Yann Sommer est incertain. Le 19 août 2024, Yann Sommer annonce en conférence de presse prendre sa retraite internationale,. Il aura porté pendant douze ans le maillot de la sélection suisse, de 2012 à 2024, avec un total de 94 matchs joués. Au moment de prendre cette décision il est le huitième joueur le plus capé de la Suisse (ex aequo avec Johann Vogel),.

## Statistiques
| Saison                | Club                           | Championnat           | Championnat | Championnat | Coupe(s) nationale(s) | Coupe(s) nationale(s) | Supercoupe | Supercoupe | Compétition(s) continentale(s) | Compétition(s) continentale(s) | Compétition(s) continentale(s) | Coupe du monde des clubs | Coupe du monde des clubs | Sélection | Sélection | Sélection | Total | Total |
| Saison                | Club                           | Division              | M.          | B.          | M.                    | B.                    | M.         | B.         | Comp.                          | M.                             | B.                             | M.                       | B.                       | Équipe    | M.        | B.        | M.    | B.    |
| 2005-2006             | FC Bâle U21                    | 1re ligue             | 12          | 0           | -                     | -                     | -          | -          | -                              | -                              | -                              | -                        | -                        | -         | -         | -         | 12    | 0     |
| 2006-2007             | FC Bâle U21                    | 1re ligue             | 24          | 0           | -                     | -                     | -          | -          | -                              | -                              | -                              | -                        | -                        | -         | -         | -         | 24    | 0     |
| Sous-total            | Sous-total                     | Sous-total            | 36          | 0           | 0                     | 0                     | 0          | 0          | -                              | 0                              | 0                              | -                        | -                        | -         | -         | -         | 36    | 0     |
| 2007-2008             | FC Vaduz (prêt)                | Challenge League      | 33          | 0           | -                     | -                     | -          | -          | C3                             | 2                              | 0                              | -                        | -                        | Suisse    | 5         | 0         | 40    | 0     |
| 2008-2009             | FC Vaduz (prêt)                | Super League          | 17          | 0           | -                     | -                     | -          | -          | C3                             | 2                              | 0                              | -                        | -                        | Suisse    | 5         | 0         | 24    | 0     |
| Sous-total            | Sous-total                     | Sous-total            | 50          | 0           | 0                     | 0                     | 0          | 0          | -                              | 4                              | 0                              | -                        | -                        | Suisse    | 5         | 0         | 59    | 0     |
| 2009-2010             | Grasshopper Club Zurich (prêt) | Super League          | 33          | 0           | -                     | -                     | -          | -          | -                              | -                              | -                              | -                        | -                        | -         | -         | -         | 33    | 0     |
| 2008-2009             | FC Bâle                        | Super League          | 6           | 0           | 1                     | -                     | -          | -          | -                              | -                              | -                              | -                        | -                        | Suisse    | 3         | 0         | 10    | 0     |
| 2010-2011             | FC Bâle                        | Super League          | 5           | 0           | 4                     | -                     | -          | -          | -                              | -                              | -                              | -                        | -                        | -         | -         | -         | 9     | 0     |
| 2011-2012             | FC Bâle                        | Super League          | 31          | 0           | 4                     | -                     | -          | -          | C1                             | 8                              | 0                              | -                        | -                        | Suisse    | 1         | 0         | 44    | 0     |
| 2012-2013             | FC Bâle                        | Super League          | 36          | 0           | 3                     | -                     | -          | -          | C1+C3                          | 5+14                           | 0                              | -                        | -                        | Suisse    | 3         | 0         | 61    | 0     |
| 2013-2014             | FC Bâle                        | Super League          | 35          | 0           | 2                     | -                     | -          | -          | C1+C3                          | 10+6                           | 0                              | -                        | -                        | Suisse    | 2         | 0         | 55    | 0     |
| Sous-total            | Sous-total                     | Sous-total            | 107         | 0           | 14                    | 0                     | 0          | 0          | -                              | 43                             | 0                              | -                        | -                        | Suisse    | 9         | 0         | 230   | 0     |
| 2014-2015             | Borussia Mönchengladbach       | Bundesliga            | 34          | 0           | 4                     | 0                     | -          | -          | C3                             | 10                             | 0                              | -                        | -                        | Suisse    | 6         | 0         | 54    | 0     |
| 2015-2016             | Borussia Mönchengladbach       | Bundesliga            | 32          | 0           | 3                     | 0                     | -          | -          | C1                             | 6                              | 0                              | -                        | -                        | Suisse    | 10        | 0         | 51    | 0     |
| 2016-2017             | Borussia Mönchengladbach       | Bundesliga            | 34          | 0           | 4                     | 0                     | -          | -          | C1+C3                          | 8+4                            | 0                              | -                        | -                        | Suisse    | 5         | 0         | 55    | 0     |
| 2017-2018             | Borussia Mönchengladbach       | Bundesliga            | 30          | 0           | 3                     | 0                     | -          | -          | -                              | -                              | -                              | -                        | -                        | Suisse    | 12        | 0         | 45    | 0     |
| 2018-2019             | Borussia Mönchengladbach       | Bundesliga            | 34          | 0           | 1                     | 0                     | -          | -          | -                              | -                              | -                              | -                        | -                        | Suisse    | 8         | 0         | 43    | 0     |
| 2019-2020             | Borussia Mönchengladbach       | Bundesliga            | 34          | 0           | 2                     | 0                     | -          | -          | C3                             | 6                              | 0                              | -                        | -                        | Suisse    | 6         | 0         | 48    | 0     |
| 2020-2021             | Borussia Mönchengladbach       | Bundesliga            | 30          | 0           | -                     | -                     | -          | -          | C1                             | 8                              | 0                              | -                        | -                        | Suisse    | 13        | 0         | 51    | 0     |
| 2021-2022             | Borussia Mönchengladbach       | Bundesliga            | 33          | 0           | 3                     | 0                     | -          | -          | C1                             | 8                              | 0                              | -                        | -                        | Suisse    | 8         | 0         | 52    | 0     |
| 2022-2023             | Borussia Mönchengladbach       | Bundesliga            | 10          | 0           | 1                     | 0                     | -          | -          | -                              | -                              | -                              | -                        | -                        | Suisse    | 6         | 0         | 17    | 0     |
| Sous-total            | Sous-total                     | Sous-total            | 272         | 0           | 21                    | 0                     | 0          | 0          | -                              | 42                             | 0                              | -                        | -                        | Suisse    | 74        | 0         | 409   | 0     |
| 2022-2023             | Bayern Munich                  | Bundesliga            | 19          | 0           | 2                     | 0                     | -          | -          | C1                             | 4                              | 0                              | -                        | -                        | Suisse    | 3         | 0         | 28    | 0     |
| 2023-2024             | Inter Milan                    | Serie A               | 34          | 0           | -                     | -                     | 2          | 0          | C1                             | 7                              | 0                              | -                        | -                        | Suisse    | 11        | 0         | 54    | 0     |
| 2024-2025             | Inter Milan                    | Serie A               | 33          | 0           | -                     | -                     | 2          | 0          | C1                             | 14                             | 0                              | 4                        | 0                        | Suisse    | -         | -         | 53    | 0     |
| Sous-total            | Sous-total                     | Sous-total            | 67          | 0           | 0                     | 0                     | 4          | 0          | -                              | 21                             | 0                              | 4                        | 0                        | Suisse    | 11        | 0         | 107   | 0     |
| Total sur la carrière | Total sur la carrière          | Total sur la carrière | 590         | 0           | 37                    | 0                     | 4          | 0          | -                              | 109                            | 0                              | 4                        | 0                        | Suisse    | 105       | 0         | 849   | 0     |

## Palmarès

### En club
Yann Sommer remporte son premier titre lors de son prêt au FC Vaduz avec qui il est champion de Challenge League en 2008. Et remporte également la Coupe du Liechtenstein en 2008 et 2009
Sous les couleurs du FC Bâle, il est champion de Suisse à quatre reprises en 2011, 2012, 2013 et 2014. Il remporte également la Coupe de Suisse en 2012 puis s'incline en finale en 2013 et 2014.
Lors de la saison 2022-2023, il remporte le titre de champion d’Allemagne sous les couleurs du Bayern Munich.
Avec l'Inter Milan, il remporte la Supercoupe d'Italie en 2023 et le championnat d'Italie en 2024. Il est aussi finaliste de la Supercoupe d'Italie en 2024. Il est finaliste de la ligue des champions 2025.

### En sélection nationale
Avec l'équipe espoirs de Suisse, il est finaliste du Championnat d'Europe en 2011.
Lors des Championnats d'Europe, il parvient au stade des quarts de finaliste deux fois : 2020 et 2024.

### Distinctions personnelles
En 2011, il est élu meilleur espoir suisse de l'année et membre de l'équipe-type du Championnat d'Europe de football espoirs.
L'année suivante, il est élu joueur de la saison 2011-2012 au sein du FC Bâle.
En 2018, il est élu meilleur gardien de la Bundesliga pour la saison 2017-2018, par le magazine sportif allemand Kicker.
Le jury international de journalistes spécialisés qui a établi le palmarès du Trophée Yachine 2024 l'a classé sixième meilleur gardien du monde en 2024, année où il a encaissé le plus petit nombre de buts parmi les 10 gardiens sélectionnés pour ce trophée.
Le 6 mai 2025, l'UEFA le désigne homme du match de la demi-finale retour de la Ligue des champions 2025, après qu'il a réalisé 7 arrêts contre le FC Barcelone.